# Rio Tapiracuí
O rio Tapiracuí é um curso de água que banha o estado do Paraná.